# Liste der Krater des Erdmondes/U
| Name        | Benannt nach                 | Lage                       | Mittlerer Durchmesser (km) |
| ----------- | ---------------------------- | -------------------------- | -------------------------- |
| Ukert       | Friedrich August Ukert       | 7° 48′ 0″ N, 1° 24′ 0″ O   | 23                         |
| Ulugh Beigh | Muhammad Taragaj Ulugh Beigh | 32° 42′ 0″ N, 81° 54′ 0″ W | 54                         |
| Urey        | Harold Clayton Urey          | 27° 54′ 0″ N, 87° 24′ 0″ O | 38                         |